# Liste der Kulturdenkmale in Trittau
In der Liste der Kulturdenkmale in Trittau sind alle Kulturdenkmale der schleswig-holsteinischen Gemeinde Trittau (Kreis Stormarn) aufgelistet (Stand: 10. März 2025).

## Legende
In den Spalten befinden sich folgende Informationen:
- Objekt-ID: die Nummer des Kulturdenkmales
- Lage: die Adresse des Kulturdenkmales und die geographischen Koordinaten. Kartenansicht, um Koordinaten zu setzen. In der Kartenansicht sind Kulturdenkmale ohne Koordinaten mit einem roten Marker dargestellt und können in der Karte gesetzt werden. Kulturdenkmale ohne Bild sind mit einem blauen Marker gekennzeichnet, Kulturdenkmale mit Bild mit einem grünen Marker.
- Offizielle Bezeichnung: Bezeichnung des Kulturdenkmales
- Beschreibung: die Beschreibung des Kulturdenkmales
- Bild: ein Bild des Kulturdenkmales

## Sachgesamtheiten
| Objekt-ID      | Lage                                         | Offizielle Bezeichnung | Beschreibung | Bild                             |
| -------------- | -------------------------------------------- | ---------------------- | --- | -------------------------------- |
| 41145 Wikidata | Kirchenstraße (53° 36′ 43″ N, 10° 24′ 17″ O) | Martin-Luther-Kirche   | Aktualisierung vorgesehen - Begründung: geschichtlich, künstlerisch, städtebaulich, Kulturlandschaft prägend - Schutzumfang: Martin-Luther-Kirche mit Ausstattung, Kirchhof, Grabmale bis 1870, Lindenkranz, Granit-Böschungsmauer | weitere Fotos \| Fotos hochladen |

## Bauliche Anlagen
| Objekt-ID      | Lage                                              | Offizielle Bezeichnung                 | Beschreibung | Bild                             |
| -------------- | ------------------------------------------------- | -------------------------------------- | --- | -------------------------------- |
| 3836 Wikidata  | Alte Möllner Straße (53° 36′ 24″ N, 10° 25′ 3″ O) | Napoleonbrücke                         | Die Napoleonbrücke, eine einbogige Natursteinbrücke, ist zu Beginn des 19. Jahrhunderts erbaut worden. Sie führt über den Mühlenbach und ist für den Kraftfahrzeugverkehr gesperrt. Alteintragung (Aktualisierung vorgesehen) - Begründung: Alteintragung (Aktualisierung vorgesehen) - Schutzumfang: Alteintragung (Aktualisierung vorgesehen) - Denkmaltyp: Bauliche Anlage | Fotos hochladen                  |
| 26922 Wikidata | Am Markt (53° 36′ 54″ N, 10° 24′ 19″ O)           | Friedhof: Gruftanlage Wickel           | Jugendstil-Grabmal mit Grabkammer, in der letzten Dekade des 19. Jahrhunderts erbaut. Alteintragung (Aktualisierung vorgesehen) - Begründung: geschichtlich, künstlerisch - Schutzumfang: Alteintragung (Aktualisierung vorgesehen) - Denkmaltyp: Bauliche Anlage | weitere Fotos \| Fotos hochladen |
| 3837 Wikidata  | Am Mühlenteich 2 (53° 36′ 24″ N, 10° 25′ 0″ O)    | Ehemaliger Burgkrug                    | Im Jahr 1695 erbauter ehemaliger Gasthof. Alteintragung (Aktualisierung vorgesehen) - Begründung: geschichtlich, städtebaulich - Schutzumfang: gesamtes Äußeres, Lindenreihe - Denkmaltyp: Bauliche Anlage | Fotos hochladen                  |
| 10753 Wikidata | Am Mühlenteich 6 (53° 36′ 31″ N, 10° 25′ 6″ O)    | Sonnenhof: Wohnhaus                    | Alteintragung (Aktualisierung vorgesehen) - Begründung: Alteintragung (Aktualisierung vorgesehen) - Schutzumfang: Alteintragung (Aktualisierung vorgesehen) - Denkmaltyp: Bauliche Anlage | Fotos hochladen                  |
| 7578 Wikidata  | Am Mühlenteich 8 (53° 36′ 32″ N, 10° 25′ 3″ O)    | Sonnenhof: Kate                        | Alteintragung (Aktualisierung vorgesehen) - Begründung: Alteintragung (Aktualisierung vorgesehen) - Schutzumfang: Alteintragung (Aktualisierung vorgesehen) - Denkmaltyp: Bauliche Anlage | Fotos hochladen                  |
| 10754 Wikidata | Am Mühlenteich 8 (53° 36′ 32″ N, 10° 25′ 4″ O)    | Sonnenhof: Kutscherhaus                | Alteintragung (Aktualisierung vorgesehen) - Begründung: Alteintragung (Aktualisierung vorgesehen) - Schutzumfang: Alteintragung (Aktualisierung vorgesehen) - Denkmaltyp: Bauliche Anlage | Fotos hochladen                  |
| 3841 Wikidata  | Am Mühlenteich (53° 36′ 26″ N, 10° 24′ 57″ O)     | Ehemalige Wassermühle                  | Das Mühlengebäude wurde 1701 erbaut. Alteintragung (Aktualisierung vorgesehen) - Begründung: Alteintragung (Aktualisierung vorgesehen) - Schutzumfang: Alteintragung (Aktualisierung vorgesehen) - Denkmaltyp: Bauliche Anlage | Fotos hochladen                  |
| 30953 Wikidata | Bahnhofstraße (53° 36′ 53″ N, 10° 24′ 11″ O)      | Felsengruft mit Feldsteinhügeln (WK 1) | Alteintragung (Aktualisierung vorgesehen) - Begründung: Alteintragung (Aktualisierung vorgesehen) - Schutzumfang: Alteintragung (Aktualisierung vorgesehen) - Denkmaltyp: Bauliche Anlage | Fotos hochladen                  |
| 30954 Wikidata | Bahnhofstraße (53° 36′ 53″ N, 10° 24′ 11″ O)      | Kenotaph (WK 2)                        | Alteintragung (Aktualisierung vorgesehen) - Begründung: Alteintragung (Aktualisierung vorgesehen) - Schutzumfang: Alteintragung (Aktualisierung vorgesehen) - Denkmaltyp: Bauliche Anlage | Fotos hochladen                  |
| 3838 Wikidata  | Hohenfelder Damm (53° 37′ 14″ N, 10° 27′ 3″ O)    | Hohenfelder Damm                       | Mit Kopfsteinpflaster befestigte, 4,7 km lange Straße, zwischen Trittau und Hohenfelde Alteintragung (Aktualisierung vorgesehen) - Begründung: Alteintragung (Aktualisierung vorgesehen) - Schutzumfang: Alteintragung (Aktualisierung vorgesehen) - Denkmaltyp: Bauliche Anlage                                                                                              | Fotos hochladen                  |
| 24126 Wikidata | Kirchenstraße 10 (53° 36′ 43″ N, 10° 24′ 13″ O)   | Ehemaliger Gasthof                     | Alteintragung (Aktualisierung vorgesehen) - Begründung: geschichtlich, künstlerisch, städtebaulich - Schutzumfang: Alteintragung (Aktualisierung vorgesehen) - Denkmaltyp: Bauliche Anlage | weitere Fotos \| Fotos hochladen |
| 3839 Wikidata  | Kirchenstraße (53° 36′ 43″ N, 10° 24′ 17″ O)      | Martin-Luther-Kirche                   | Die Martin-Luther-Kirche wurde im Jahr 1880 erbaut, der 45 Meter hohe Turm 8 Jahre später. Alteintragung (Aktualisierung vorgesehen) - Begründung: geschichtlich, künstlerisch, städtebaulich - Schutzumfang: gesamtes Objekt - Denkmaltyp: Bauliche Anlage, Sachgesamtheit: Martin-Luther-Kirche                                                                             | weitere Fotos \| Fotos hochladen |
| 3840 Wikidata  | Möllner Straße 6 (53° 36′ 19″ N, 10° 25′ 0″ O)    | Amtsgericht                            | Alteintragung (Aktualisierung vorgesehen) - Begründung: Alteintragung (Aktualisierung vorgesehen) - Schutzumfang: Alteintragung (Aktualisierung vorgesehen) - Denkmaltyp: Bauliche Anlage | Fotos hochladen                  |
| 13442 Wikidata | Waldstraße 1 (53° 37′ 5″ N, 10° 24′ 21″ O)        | Landhaus                               | Alteintragung (Aktualisierung vorgesehen) - Begründung: künstlerisch, städtebaulich - Schutzumfang: Landhaus, Landhausgarten, Lindenallee - Denkmaltyp: Bauliche Anlage | weitere Fotos \| Fotos hochladen |
| 13807 Wikidata | Waldstraße 1 (53° 37′ 4″ N, 10° 24′ 20″ O)        | Nebengebäude                           | Alteintragung (Aktualisierung vorgesehen) - Begründung: Alteintragung (Aktualisierung vorgesehen) - Schutzumfang: Alteintragung (Aktualisierung vorgesehen) - Denkmaltyp: Bauliche Anlage | Fotos hochladen                  |

## Gründenkmale
| Objekt-ID      | Lage                                            | Offizielle Bezeichnung | Beschreibung | Bild                             |
| -------------- | ----------------------------------------------- | ---------------------- | --- | -------------------------------- |
| 23847 Wikidata | Bahnhofstraße 50 (53° 36′ 53″ N, 10° 24′ 11″ O) | Ehrenmal: Grünanlage   | Alteintragung (Aktualisierung vorgesehen) - Begründung: geschichtlich - Schutzumfang: gesamtes Objekt - Denkmaltyp: Gründenkmal | Fotos hochladen                  |
| 19830 Wikidata | Kirchenstraße (53° 36′ 44″ N, 10° 24′ 16″ O)    | Kirchhof               | Alteintragung (Aktualisierung vorgesehen) - Begründung: geschichtlich, Kulturlandschaft prägend - Schutzumfang: Kirchhof, Grabmale bis 1870, Lindenkranz, Granit-Böschungsmauer - Denkmaltyp: Gründenkmal, Sachgesamtheit: Martin-Luther-Kirche | weitere Fotos \| Fotos hochladen |